# All or Nothing (sång av Small Faces)
All or Nothing är en låt skriven av Steve Marriott och Ronnie Lane, och inspelad av musikgruppen Small Faces i vilken båda var medlemmar. Låten utgavs som singel i augusti 1966 på skivbolaget Decca Records. Låten kom att bli en av gruppens största hitsinglar. Den nådde som deras enda låt att göra detta förstaplatsen på brittiska singellistan. Den blev också populär i många andra europeiska länder, medan den däremot inte uppmärksammades i USA. Det första albumet den medtogs på var samlingsalbumet From the Beginning 1967. En liveinsplening finns med på samlingsalbumet The Autumn Stone från 1969. Singelns b-sida, "Understanding" kom att spelas in av den svenska popgruppen Tages, där den fanns med på albumet Extra Extra, samt var b-sida till singeln "Gone too Far" 1967.
Låten kom att spelas på Steve Marriotts begravning 1991.

## Listplaceringar
| Lista (1966)   | Position          |
| -------------- | ----------------- |
| Irland         | 3                 |
| Nederländerna  | 2                 |
| Norge          | 10 (VG-lista)     |
| Nya Zeeland    | 15 (NZ Listner)   |
| Storbritannien | 1                 |
| Sverige        | 15 (Kvällstoppen) |
| Sverige        | 5 (Tio i topp)    |
| Västtyskland   | 17                |